# شوچو (دوره)
شوچو (به ژاپنی: 正中 Shōchū)، نام یک عصر تاریخی ژاپنی بود. این عصر بعد از گنکو و قبل از کاریاکو قرار داشت و از دسامبر ۱۳۲۴ تا آوریل ۱۳۲۶ میلادی به طول انجامید. در طی این عصر امپراتور گودایگو ژاپن بود.